# Cambra de derrota

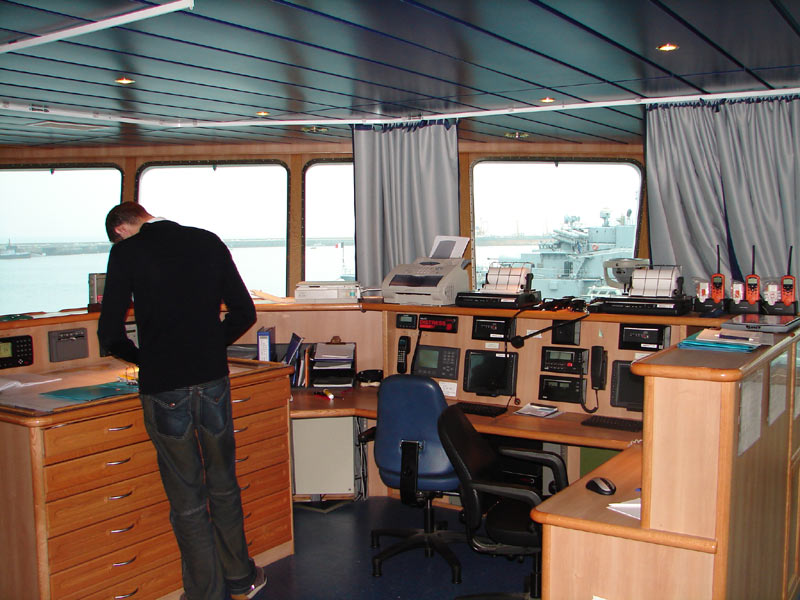
Cambra de derrota.

La cambra de derrota és una àrea propera al pont, on es troba la taula de cartes nàutiques, i des d'on s'efectua el càlcul i el traçat de la posició. La derrota és el rumb seguit per una embarcació, i és traçat sobre els mapes i les cartes de navegació. En cas que la cambra de derrota es trobi integrada en el pont de comandament, en la navegació nocturna, cal aïllar la cambra amb cortines, per conservar la foscor que ha de regnar en el pont de comandament. A més de la taula de cartes de navegació, s'instal·la en la cambra tot l'instrumental necessari per a la navegació en el mar: el sistema de posicionament global (GPS), la sonda nàutica, la brúixola, el cronòmetre nàutic, la ràdio, el telèfon, telègraf, etc.